# 稲葉山城の戦い
稲葉山城の戦い（いなばやまじょうのたたかい）は、永禄10年（1567年）に美濃国井之口（現：岐阜県岐阜市）の斎藤氏の居城・稲葉山城を、織田信長が攻め取った攻城戦である。なお、これ以前にも何度か織田氏は稲葉山城を攻めている。落城は永禄7年（1564年）とする説もあるが、今日の歴史学の研究方法から見れば支持し難いとされている。
この戦によって織田信長は稲葉山城を岐阜城に改名して居城とした上で、天下布武の朱印を用いるようになり、本格的に天下統一を目指すようになる。また、講談などでは木下藤吉郎（後の豊臣秀吉）が出世した戦としても有名。

## 背景
稲葉山城は斎藤氏の拠点として美濃支配の要であり、要害であった。
天文13年（1544年）または16年（1547年）の加納口の戦いを経て、織田氏と斎藤氏は信長-帰蝶（濃姫）の婚姻によって和睦・同盟を結ぶこととなったが、弘治2年（1556年）に斎藤道三が長良川の戦いで息子・斎藤義龍に討ち取られると再び織田氏と斎藤氏の関係は険悪なものとなる。織田氏と斎藤氏はしばしば交戦するがどちらも決定打を与えることなく推移する。
永禄3年（1560年）の桶狭間の戦いで今川義元を討ち取り、徳川家康と清洲同盟を結んだ信長は美濃攻略に本格的に着手する。翌年に義龍が亡くなり、14歳の龍興が家督を継ぐ。6月、8月に信長は美濃へ越境し斎藤氏を牽制するも家臣の長井利房らに退けられ敗退した。
翌永禄4年（1561年）5月、美濃に進入すると森部村（安八町）にて長井利房、日比野清実らを討ち取り勝利する（森部の戦い）。更に十四条の戦いでも勝利し、勢いづいた信長は稲葉山城へ攻め込むが攻略はできず、撤退する。永禄6年（1563年）、東美濃へ進入、新加納の戦いで斎藤龍興と戦い敗れる。
永禄7年（1564年）、斎藤家家臣の竹中重治と安藤守就が造反し、稲葉山城乗っ取りを行い龍興は城を捨てる。重治らは半年ほど城を占領した後、これを龍興に明け渡す。この時、信長から重治に城を明け渡すよう誘いがあったというが、重治はこれを拒否した。しかし、この出来事によって斎藤氏の衰微が明らかとなり、家臣らの離反が目立つようになる。
永禄8年（1565年）には、加治田城主佐藤忠能が信長に寝返り、加治田城を攻めようとした堂洞城主の岸信周が織田軍に討たれた。岸信周に呼応した関城主長井道利も斎藤利治に敗れて関城を奪われ、中濃地方も信長の勢力圏に入った。（中濃攻略戦）
永禄9年（1566年）、足利義昭の調停により織田氏と斎藤氏で一旦和議を結ぶも、これを斎藤氏が破棄したため、河野島の戦いに発展。信長は龍興に敗れたが、これが斎藤氏最後の勝利となった。

## 稲葉山城の戦い

### 『信長公記』の記述
『信長公記』では以下のように記述されている。
8月1日（年次は書かれていない）、斎藤家の有力な家臣でいわゆる西美濃三人衆と呼ばれる稲葉良通（一鉄）・安藤守就（道足）・氏家直元（卜全）が織田家に内応を約束し、人質を受け取ってくれと連絡してきた。信長は村井貞勝・島田秀満を受け取りに向かわせつつ、すぐに兵を集めて美濃へ攻め入り、井口山とは山続きの瑞竜寺山へ駆け上った。龍興側が「これは敵か味方か」と戸惑っているうちに、信長は城下の井口まで攻め入ってこの町を焼き討ちし、稲葉山城を裸城にしてしまった。この日はことのほか強風だったという。
8月14日、信長は城普請の分担を決めつつ、城の周囲に鹿垣を作って閉じ込めた。そこへ美濃三人衆が挨拶に来て驚愕した。
8月15日、美濃の者たちが降参。龍興は舟で長良川を下り、伊勢の長島へと脱出した。信長が挙兵してからわずか半月の出来事であった。
この後、信長は地名を井口から岐阜に改めた。

### 『フロイス日本史』の記述
『フロイス日本史』では以下のように記述される。
信長と龍興がお互いに布陣した後、信長は計略を用いた。信長は夜間、家臣の半分ほどをいったん後退させ、密かに敵の背後へ配置した。龍興は信長の陣を偵察させ、自分の側がはるかに有利であることを知ると、進撃を開始した。龍興が進撃を始めると、信長隊はあらかじめ作っておいた斎藤方の家臣の旗印を立て、龍興隊の背後にまわった。龍興はこの動きを見ていたが、味方の旗印をみとめると喜んだ。両軍が戦端を開くと、信長隊は龍興隊を挟撃して打撃を与え、次に美濃の主城（＝稲葉山城）へ突進し、陥落させた。こうして信長は美濃国を獲得した。龍興は非常に苦労して数人の家臣と供に騎馬で脱出。まず京へ逃れたが、安全ではないと判断し、堺へ移った。

### 落城の時期
『信長公記』には、落城したのが何年であるかは記載されていない。『岐阜県史』によれば、『美濃明細記』・『土岐累代記』・『土岐斎藤軍記』・『豊鑑』等は落城を永禄7年としている。しかしながら、閏8月18日付けの斎藤家四家老の連判状が存在し、閏8月があるのは永禄9年で、その年に龍興が当主として健在であるから、永禄7年説は成り立たない。永禄7年から11年に信長が現岐阜域で出した文書類は、史料としては検討を要する永禄7年9月15日付け常在寺寄進状を除き、永禄10年9月以前に出した文書はひとつも存在せず、禁制が永禄10年9・10月に集中している。また、永禄10年11月9日付けで信長に美濃国内と推定できる御料所回復を信長に命じた正親町天皇の綸旨もある。一方、永禄7年9月9日付けで信長が上杉家家老直江景綱に送った書状で、美濃を攻めたことを書いているが、これはその年の竹中重治の稲葉山城奪取に乗じたものと考えられるとしている。『岐阜市史』も同様の考察で、信長による稲葉山城落城は永禄10年であることはまったく疑問の余地はなく、永禄7年説は今日の歴史学の研究方法から見れば支持し難いとしている。

## その後
信長は拠点を稲葉山城に移し、これを岐阜城に改め、古い縄張を壊し、城を造営し直した。また、この頃から天下布武の朱印を用いるようになり、天下統一を志すようになったと言われる。
伊勢長島へ逃げた斎藤龍興は、長島一向一揆に参加して信長と戦い、三好三人衆と結んで六条合戦や野田・福島の戦いにも参加したといわれ、最期は天正元年（1573年）に刀根坂の戦いで戦死したとされる（享年26または27）。

## 逸話

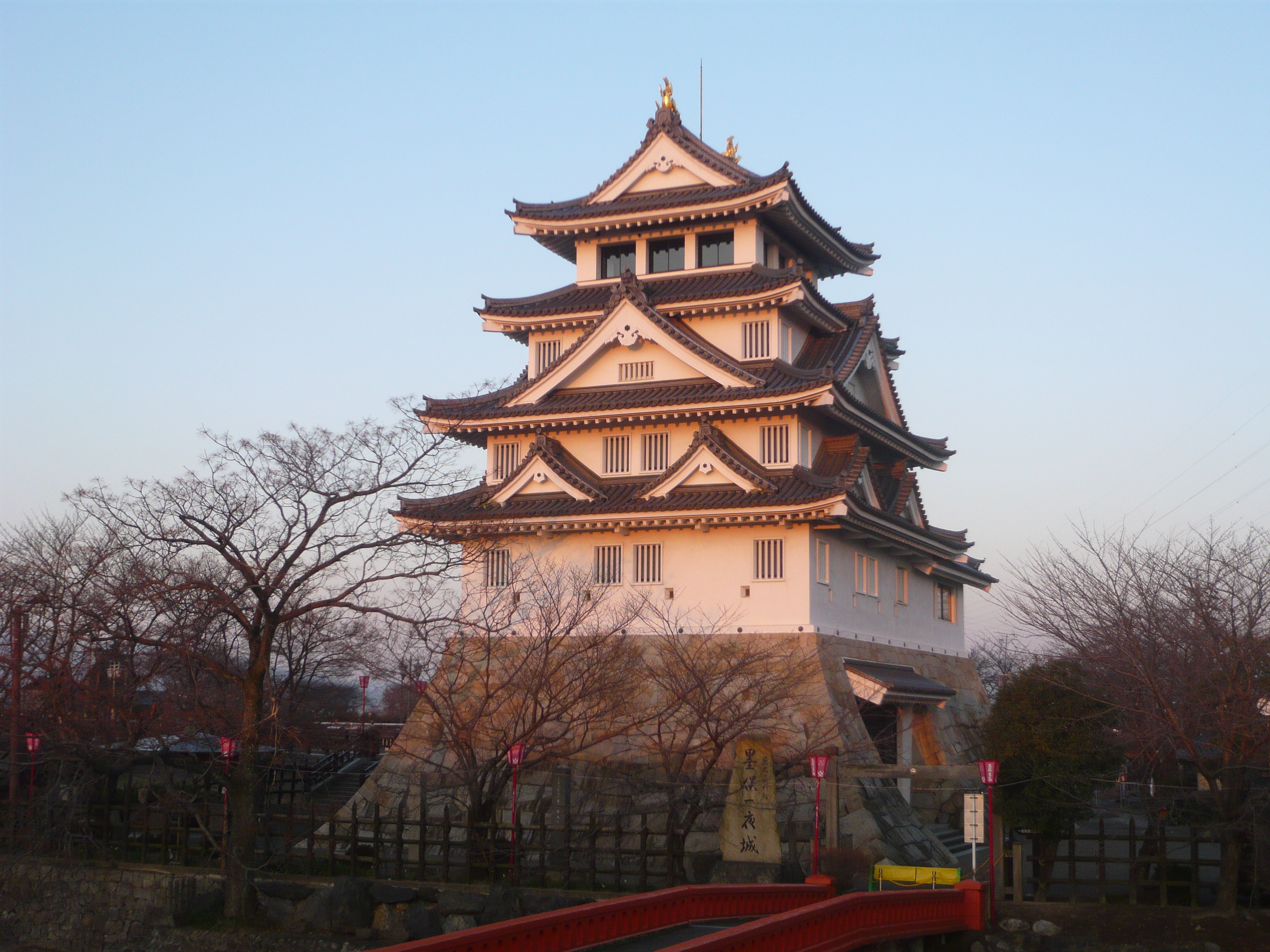
墨俣城近景

### 墨俣一夜城
この戦では、美濃攻め、稲葉山城攻略の拠点となる墨俣に秀吉が一夜で城を築いたという伝説がある。
俗説では、信長は当初、城の建造を佐久間信盛、次に柴田勝家に任せたが失敗し、名乗りを上げた秀吉に任せたという。秀吉は長良川の上流より筏で材木を流し、一夜（もしくは3日）のうちに城を建造し、稲葉山攻略に大きく貢献した。この功績によって秀吉は家中での発言力を上げたという。
しかし、これらは江戸時代以降の創作といわれ、信憑性は低いとされている。